# Vlajka Britských Panenských ostrovů

Vlajka Britských Panenských ostrovů
Poměr stran: 1:2

Námořní vlajka Britských Panenských ostrovů
Poměr stran: 1:2

Vlajka Britských Panenských ostrovů, zámořského území Spojeného království, je tvořena britskou modrou služební vlajkou (Blue Ensign) o poměru stran 1:2, se znakem Britských Panenských ostrovů (anglicky badge) z roku 1960, který je umístěný ve vlající části. Je to zelený štít s postavou Svaté Voršily (patronky ostrovů) v bílém rouchu, která drží svítící starou olejovou lampu a mezi jedenácti dalšími lampami stojí. Pod štítem je heslo „VIGILATE” (česky Buďte bdělí!), navazující na výklad v evangeliu.
Při vertikálním zavěšení vlajky se, dle britského vexilologa Grahama Bartrama (tvrzení však nedoložil), znak otáčí do svislé polohy (IFIS symbol: ).

## Galerie

Vlajka guvernéra Britských Panenských ostrovů Poměr stran: 1:2
Znak Britských Panenských ostrovů